# Ширлі (переписна місцевість, Массачусетс)
Ширлі (англ. Shirley) — переписна місцевість (CDP) в США, в окрузі Міддлсекс штату Массачусетс. Населення — 1611 особа (2020).

## Географія
Ширлі розташоване за координатами 42°32′11″ пн. ш. 71°40′2″ зх. д. / 42.53639° пн. ш. 71.66722° зх. д. (42.536468, -71.667347).  За даними Бюро перепису населення США в 2010 році переписна місцевість мала площу 3,44 км², з яких 3,40 км² — суходіл та 0,04 км² — водойми.

## Демографія
Згідно з переписом 2010 року, у переписній місцевості мешкала 1441 особа в 644 домогосподарствах у складі 359 родин. Густота населення становила 418 осіб/км².  Було 709 помешкань (206/км²).
Расовий склад населення:
| - 93,8 % — білих - 1,9 % — чорних або афроамериканців - 1,4 % — азіатів - 0,5 % — корінних американців - 0,1 % — вихідців з тихоокеанських островів |

До двох чи більше рас належало 1,5 %. Частка іспаномовних становила 4,0 % від усіх жителів.
За віковим діапазоном населення розподілялося таким чином: 20,3 % — особи молодші 18 років, 65,7 % — особи у віці 18—64 років, 14,0 % — особи у віці 65 років та старші. Медіана віку мешканця становила 43,9 року. На 100 осіб жіночої статі у переписній місцевості припадало 96,9 чоловіків;  на 100 жінок у віці від 18 років та старших — 95,4 чоловіків також старших 18 років.
Середній дохід на одне домашнє господарство  становив 64 542 долари США (медіана — 58 025), а середній дохід на одну сім'ю — 97 313 долари (медіана — 93 456). За межею бідності перебувало 19,2 % осіб, у тому числі 31,0 % дітей у віці до 18 років та 6,1 % осіб у віці 65 років та старших.
Цивільне працевлаштоване населення становило 607 осіб. Основні галузі зайнятості: виробництво — 16,0 %, мистецтво, розваги та відпочинок — 16,0 %, освіта, охорона здоров'я та соціальна допомога — 14,8 %.